# Гатники
Гатники (пол. Gatniki) — село в Польщі, у гміні Конське Конецького повіту Свентокшиського воєводства.
Населення — 172 особи (2011).
У 1975—1998 роках село належало до Келецького воєводства.

## Демографія
Демографічна структура на день 31 березня 2011 року:
|          | Загалом | Допрацездатний вік | Працездатний вік | Постпрацездатний вік |
| -------- | ------- | ------------------ | ---------------- | -------------------- |
| Чоловіки | 87      | 12                 | 67               | 8                    |
| Жінки    | 85      | 16                 | 53               | 16                   |
| Разом    | 172     | 28                 | 120              | 24                   |